# Profiel van Amsterdam aan het IJ
Profiel van Amsterdam aan het IJ is een prent toegeschreven aan Jan Saenredam en uitgegeven door Willem Jansz. Blaeu.

## Voorstelling
Het stelt de stad Amsterdam voor gezien vanaf het IJ. De prent bestaat uit vier aan elkaar gemonteerde bladen. De voorstelling zelf bestaat uit drie onderdelen: het IJ met een groot aantal oorlogs- en handelsschepen, waarvan enkele een saluutschot lossen, de stad zelf, met onder meer de Montelbaanstoren, de Zuiderkerk (die toen overigens nog niet gebouwd was), de Oude Kerk, het stadhuis (met de in 1615 wegens bouwvalligheid afgebroken torenspits), de Nieuwe Kerk en de Haringpakkerstoren, en de lucht met verschillende allegorieën en lofdichten op de stad Amsterdam.

## Toeschrijving en datering
Op de prent staat vermeld dat de uitgever, ‘Willem Ianß.[en]’ (Willem Jansz. Blaeu), op 11 februari 1606 voor de duur van zes jaar van de Staten-Generaal van de Nederlanden het alleenrecht kreeg om de prent te drukken en te verkopen. Ook staat vermeld dat de lofdichten geschreven zijn door Petrus Scriverius. Vermoed wordt dat Blaeu de prent niet zelf graveerde, maar de prentkunstenaar Jan Saenredam hiertoe opdracht gaf. Deze toeschrijving is echter niet zeker. Een tweede kandidaat is de in Antwerpen geboren prentkunstenaar Hans Rem.

## Afdrukken
Van de prent zijn verschillende afdrukken bekend. Het exemplaar in het Rijksmuseum Amsterdam is gedrukt met de volledige vier drukplaten; het exemplaar in het Marinemuseum in Den Helder alleen met de eerste twee.
Facsimiles van deze prent verschenen onder meer in 1908 en in 1993.